# کوین آلین ایلدر
 کوین آلین آلاردین (به انگلیسی: Kevin Alyn Elders) نویسنده، کارگردان و تهیه کننده آمریکایی است. بیشتر فعالیت او شامل رمان و فیلمنامه برای سینما و تلویزیون می‌باشد.

### فیلمشناسی
- عقاب آهنی (۱۹۸۶)
- عقاب آهنی ۲(۱۹۸۸)
- عقاب آهنی ۳ (۱۹۹۱)
- سایمون سز (۱۹۹۹)
- توطئه (۲۰۰۹)

### تلویزیون
- راین هاوک (۱۹۹۶)
- جین دوئه (۲۰۰۱)

## رمان‌
- اتاق ۵۰۲ (۲۰۱۵)